# Sewu
Sewu is een bestuurslaag in het regentschap Surakarta van de provincie Midden-Java, Indonesië. Sewu telt 6789 inwoners (volkstelling 2010).